# Sabine Lisická
Sabine Katharina Lisická (nepřechýleně Lisicki, výslovnost: [zaˈbɪnə lɪˈzɪki]IPA, * 22. září 1989 Troisdorf) je německá profesionální tenistka polského původu, od roku 2023 neaktivní. Ve své dosavadní kariéře na okruhu WTA Tour vyhrála čtyři turnaje ve dvouhře a čtyři ve čtyřhře. V rámci okruhu ITF získala tři singlové tituly.
Na žebříčku WTA byla nejvýše ve dvouhře klasifikována v květnu 2012 na 12. místě a ve čtyřhře pak v dubnu stejného roku na 35. místě. Jejími trenéry jsou otec Richard Lisicki a Chip Brooks.
Profesionálkou se stala v roce 2006. Průlom zaznamenala v sezóně 2009, kdy si poprvé zahrála grandslamové čtvrtfinále ve Wimbledonu 2009 a získala premiérovou trofej WTA v Charlestonu. V březnu 2010 ji na Indian Wells Masters postihlo zranění kotníku, které znamenalo pětiměsíční pauzu a vypadnutí z elitní světové dvoustovky. Po návratu vyhrála travnatý AEGON Classic 2011. V singlové wimbledonské soutěži prošla na divokou kartu do semifinále, čímž se stala druhou ženou v historii, které se tento výkon podařil. Poté triumfovala na Texas Tennis Open 2011 a Ženská tenisová asociace označila její výsledky za nejlepší návrat roku.
V sezóně 2012 utrpěla další poranění levého hlezna a břišního svalstva. Ve Wimbledonu 2013 se probojovala do debutového grandslamového finále dvouhry, v němž podlehla Marion Bartoliové. Na zářijovém Hongkong Tennis Open 2014 dobyla první singlový titul po třech letech.
Ve čtyřhře ovládla Porsche Tennis Grand Prix v roce 2011 se Samanthou Stosurovou a roku 2013 s Monou Barthelovou. Po boku své trenérky Martiny Hingisové vyhrála Miami Masters 2014. Se Stosurovou si rovněž zahrála finále čtyřhry Wimbledonu 2011 a vedle krajana Christophera Kase skončila v semifinále smíšené soutěže Londýnských olympijských her 2012.
Od července 2014 do února 2018 držela rekord nejrychlejšího podání v ženském tenisu, když jí byla naměřena hodnota 210,8 km/h. Na okruhu také zahrála nejvyšší počet 27 es v utkání dvouhry. Rekord vytvořila ve druhém kole AEGON Classic 2015 proti Belindě Bencicové. Na Australian Open 2016 její výkon překonala Kristýna Plíšková.
Ve Wimbledonu vyřadila čtyřikrát v řadě úřadující šampionku Roland Garros, když na její raketě dohrály Světlana Kuzněcovová (2009), Li Na (2011), Maria Šarapovová (2012) a Serena Williamsová (2013). V roce 2010 do All England Clubu nezavítala.

## Týmové soutěže
V německém fedcupovém týmu debutovala v roce 2008 čtvrtfinálem Světové skupiny proti Spojeným státům, v němž získala jediný bod družstva překvapivou výhrou nad Lindsay Davenportovou. Poté však podlehla Ashley Harkleroadové. Ve Fed Cupu 2014 se stala členkou týmu, který se po 22 letech probojoval do světového finále proti České republice. Za rozhodnutého stavu 0:3 na zápasy vyhrála s Görgesovou závěrečnou čtyřhru a získaly jediný bod Němek. Do roku 2025 v Billie Jean King Cupu nastoupila k jedenácti mezistátním utkáním s bilancí 5–6 ve dvouhře a 5–1 ve čtyřhře.
Za německý výběr nastoupila v letech 2009 a 2010 na perthském Hopmanově poháru. Při první účasti startovala s Nicolasem Kieferem. Ve dvouhře zdolala Australanku Casey Dellacquovou a Američanku Meghann Shaughnessyovou. Naopak nestačila na slovenskou hráčku Dominiku Cibulkovou. S poměrem 2:1 na zápasy skončil německý tým na druhé – první nepostupové, příčce základní skupiny. Další ročník se stal jejím partnerem Philipp Kohlschreiber. Na turnaji dosáhla jediné výhry nad Britkou Laurou Robsonovou. Zbylé singly proti zástupkyni ruského tenisu Jeleně Dementěvové a kazašské tenistce Jaroslavě Švedovové nezvládla. Po třech porážkách skončilo Německo v základní fázi poslední.
Německo také reprezentovala na londýnských Hrách XXX. olympiády, kde do soutěže dvouhry vstupovala jako patnáctá nasazená. Po dramatickém třísetovém boji vypadla ve třetím kole s ruskou turnajovou trojkou a pozdější stříbrnou medailistkou Marií Šarapovovou. Společně s Angelique Kerberovou vypadly jako páté nasazené ve druhém kole ženské čtyřhry se sestrami Serenou a Venus Williamsovými, které se následně staly olympijskými šampionkami. Po boku Christophera Kase nastoupili do smíšené čtyřhry, v níž prohráli v semifinále. Proti Američanům Lise Raymondové a Mikeu Bryanovi pak odešli poraženi ze zápasu o bronzovou medaili.

## Tenisová kariéra

### Počáteční fáze kariéry

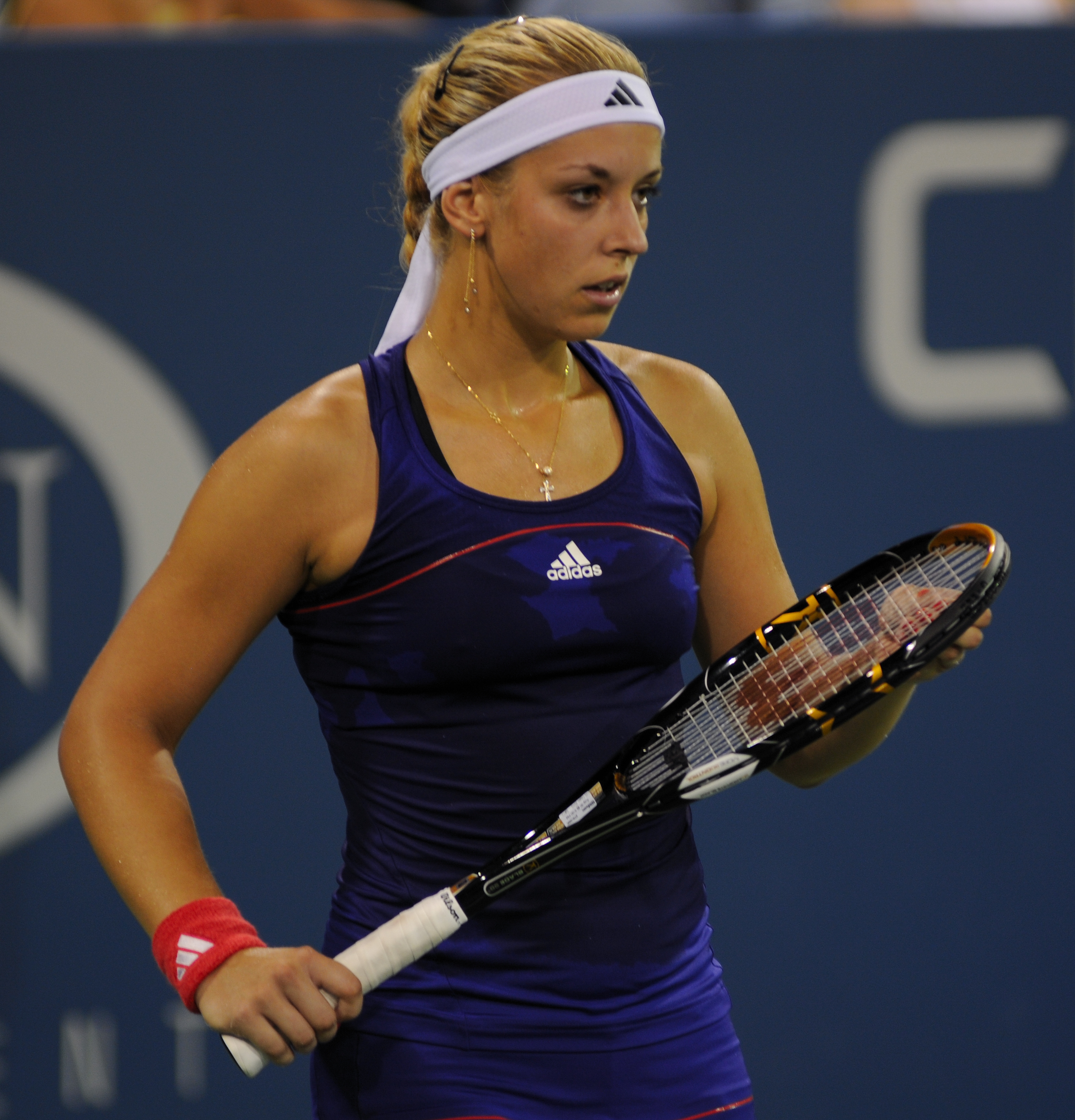
Během US Open 2010

V roce 2004 začala trénovat v Tenisové akademii Nicka Bollettieriho ve floridském Bradentonu, kde ji sponzorovala firma IMG. Hlavním koučem je otec Richard Lisicki. V počáteční fázi kariéry neměla finanční prostředky na leteckou přepravu po turnajích. Rodiče ji tak vozili napříč Evropou autem. K tomu se tenistka vyjádřila: „Rodiče udělali vše, co bylo v jejich silách, abych mohla hrát tenis. Velmi si toho cením. Táta dělal od osmi ráno do devíti večer, jen abych se mohla věnovat tenisu. Také jsme museli rušit účasti, protože jsme si to nemohli dovolit“.
V hlavní soutěži okruhu WTA Tour debutovala na Berlin Open 2006, kam obdržela divokou kartu. V úvodním kole ji vyřadila Mara Santangelová po třísetovém průběhu. Na kalkatském Sunfeast Open 2006 nepostoupila z kvalifikace, když nejdříve zdolala Raginiu Vimalovou, ale poté v kvalifikačním kole podlehla Saně Bhambriové.
Během sezóny 2007 vybojovala premiérový titul na nižším okruhu ITF, když během října ovládla turnaj na britském ostrově Jersey. Ve finále události s dotací 25 tisíců dolarů přehrála Chorvatku Petru Martićovou. O měsíc později si připsala druhou trofej ITF v Montréalu po finálové výhře nad Argentinkou Maríou José Argeriovou. Bodový zisk ji do závěru sezóny 2007 posunul ze 497. příčky k hranici první dvoustovky, na 198. místo žebříčku WTA.

### Kariéra od 2008
Debut v hlavní soutěži nejvyšší grandslamové kategorie přišel na Australian Open 2008. Po výhrách nad šestnáctou nasazenou Dinarou Safinovou a Marií Korytcevovou z Ruska skončila ve třetím kole na raketě Dánky Caroline Wozniacké. Premiérové finále na okruhu WTA odehrála na říjnovém Tashkent Open 2008, v němž nestačila na Rumunku Soranu Cîrsteaovou.
V sezóně 2009 vyhrála svůj první titul na túře WTA. Na dubnovém Family Circle Cupu 2009 v Charlestonu přehrála druhou nasazenou Venus Williamsovou, turnajovou šestku Marion Bartoliovou a ve finále pátou nasazenou Caroline Wozniackou. Jako poražená finalistka skončila na říjnovém BGL Luxembourg Open 2009 po porážce od Švýcarky Timey Bacsinszké. Do prvního kariérního čtvrtfinále grandslamu se probojovala ve Wimbledonu 2009, kde nenašla recept na světovou jedničku Dinaru Safinovou. Ve třetím kole porazila úřadující šampionku French Open Světlanu Kuzněcovovou.

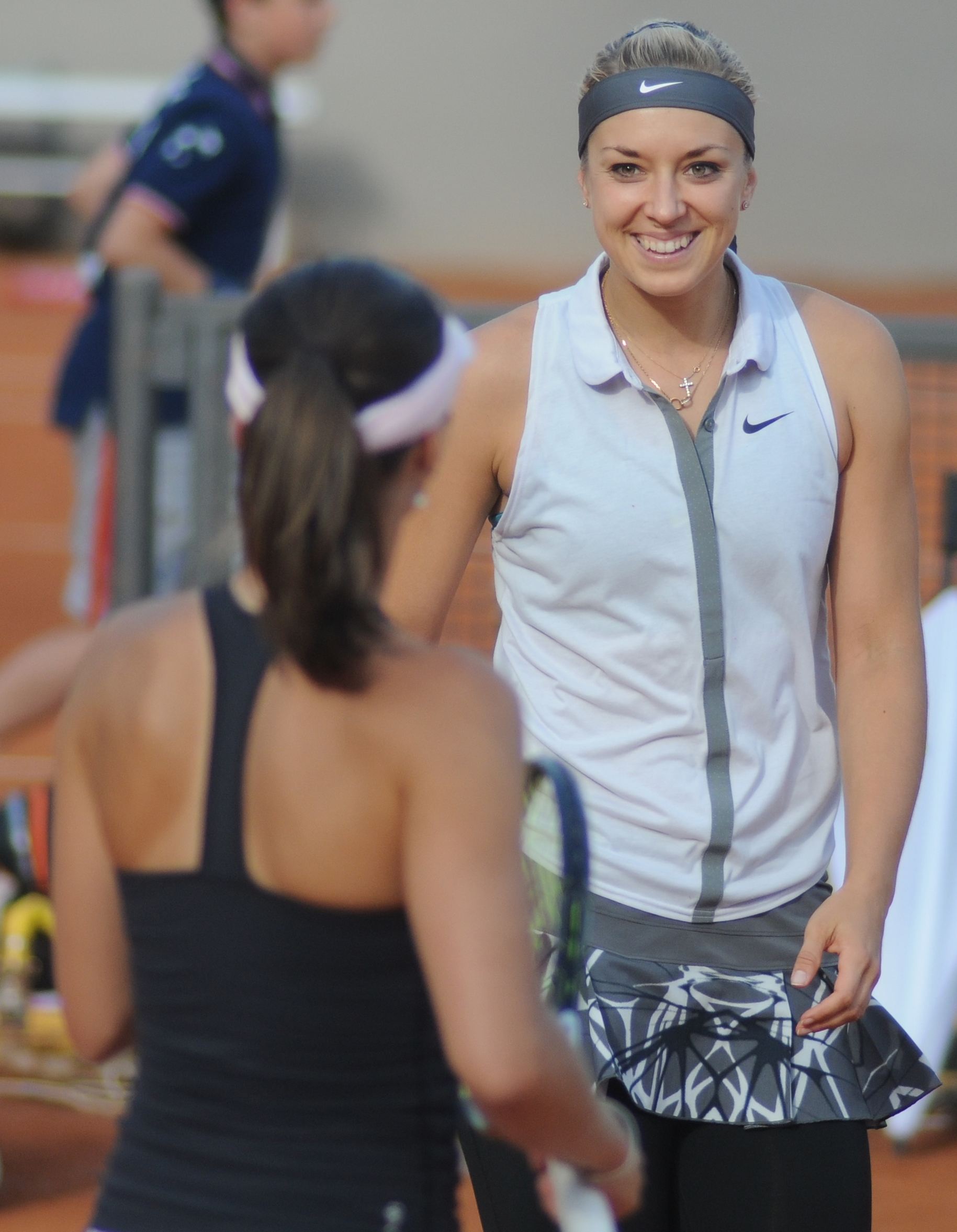
V páru s trenérkou Martinou Hingisovou dohrála v úvodním kole čtyřhry Rome Maters 2014

V sezóně 2011, kdy poprvé pronikla do elitní světové dvacítky, triumfovala na travnatém AEGON Classic 2011 v Birminghamu. V boji o titul přehrála Slovenku Danielu Hantuchovou. Na cestě do prvního semifinále grandslamové dvouhry ve Wimbledonu 2011 vyřadila Číňanku Li Na. Před branami finále ji zastavila Maria Šarapovová, přestože v rozhodujícím setu vedla 3–0 na gemy. Jako druhá hráčka v historii Wimbledonu se tak probojovala do semifinále na divokou kartu. S Australankou Samathou Stosurovou si zahrála finále wimbledonské čtyřhry, v níž nestačily na Peschkeovou se Srebotnikovou. Druhou trofej si odvezla z dallaských betonů na Texas Tennis Open 2011, kde v závěrečném utkání přehrála francouzskou kvalifikantku Aravane Rezaïovou. Na turnaji ztratila pouze jedenáct gemů a v závěru srpna se posunula na nové žebříčkové maximum, 18. místo. Přestože jí během březnového Masters Masters 2011 v Key Biscayne patřila až 217. příčka, sezónu zakončila na 15. pozici světové klasifikace.
Sezónu 2012 doprovázela opět zranění, především břišní stěny a levého hlezna. Podruhé v řadě si zahrála osmifinále melbournského majoru, Australian Open 2012. Do čtvrtfinále se probojovala ve Wimbledonu 2012, kde oplatila rok starou porážku úřadující šampionce Roland Garros a světové jedničce Marii Šarapovové. Poté ji však vyřadila krajanka Angelique Kerberová figurující na osmém místě. V květnu 2012 vystoupala na kariérní žebříčkové maximum, 12. místo, a sezónu zakončila na 37. příčce.
V sezóně 2013 si zahrála první grandslamové finále ve dvouhře. Ve Wimbledonu zdolala čtvrtý ročník v řadě úřadující vítězku French Open a světovou jedničku Serenu Williamsovou. V rozhodující sadě třísetového dramatu otočila ztrátu ze stavu 1–3 a 15:40, když servírující Američanka prohrála gem a následně i celý zápas. V semifinále narazila na polskou světovou čtyřkou a obhájkyni finálové účasti Agnieszkou Radwańskou, proti které dokázala otočit nepříznivě se vyvíjející se třetí sadu, v jejíž průběhu byla několikrát dva míčky od porážky, aby zvítězila poměrem 9–7 a jako první Němka od Wimbledonu 1999 postoupila do grandslamového finále. V něm se utkala s patnáctou ženu klasifikace Marion Bartoliovou. Přestože do utkání vstoupila rychlým prolomením podání soupeřky, během necelé půl hodiny prohrála dalších šest gamů a celý set. Ve druhém setu dokázala za stavu 1–5 odvrátil mečboly soupeřky a následně snížit na 4–5, obrat ale nedokonala a z finále odešla poražena.která šest týdnů po zisku grandslamu ukončila kariéru. Francouzce již podlehla v úvodním kole Wimbledonu 2008.
V utkání prvního kola červencového turnaje Bank of the West Classic 2014 zahrála nejrychlejší podání v historii ženského tenisu, když jí proti Aně Ivanovićové bylo naměřeno 210,8 km/h, čímž překonala hodnotu 208 km/h Venus Williamsové z US Open 2007.
Na turnaji okruhu WTA Tour, travnatém AEGON Classic 2015 v Birminghamu, zahrála 18. června během jediného zápasu proti Belindě Bencicové rekordních 27 es. Její rekord pak překonala na Australian Open 2016 Kristýna Plíšková. V osmifinále US Open 2015 odstoupila pro zranění kolene, a byla jím handicapovaná i v následujících letech. Roku 2018 se podrobila operaci kolene, které si vyžádalo rehabilitaci do konce sezóny.
Na červencovém Karlsruhe Open 2019 ze série WTA 125K onemocněla mononukleózou. Z důvodu dlouhé rekonvalescence rok nehrála až do srpna 2020. Na listopadový Upper Austria Ladies Linz 2020 tak přijela až jako 689. hráčka žebříčku. Ve druhém kole kvalifikace vypadla s Terezou Martincovou. V úvodním kole linecké čtyřhry si při podvrtnutí přivodila přetržení předního zkříženého vazu levého kolena, s následnou operací. Na okruh ITF se vrátila singlovou kvalifikací 100tisícového turnaje ve floridském Bonita Springs na počátku května 2022. Do čtyřhry okruhu WTA Tour pak poprvé zasáhla na červnovém bett1open 2022 v Berlíně po boku Bianky Andreescuové.

## Soukromý život

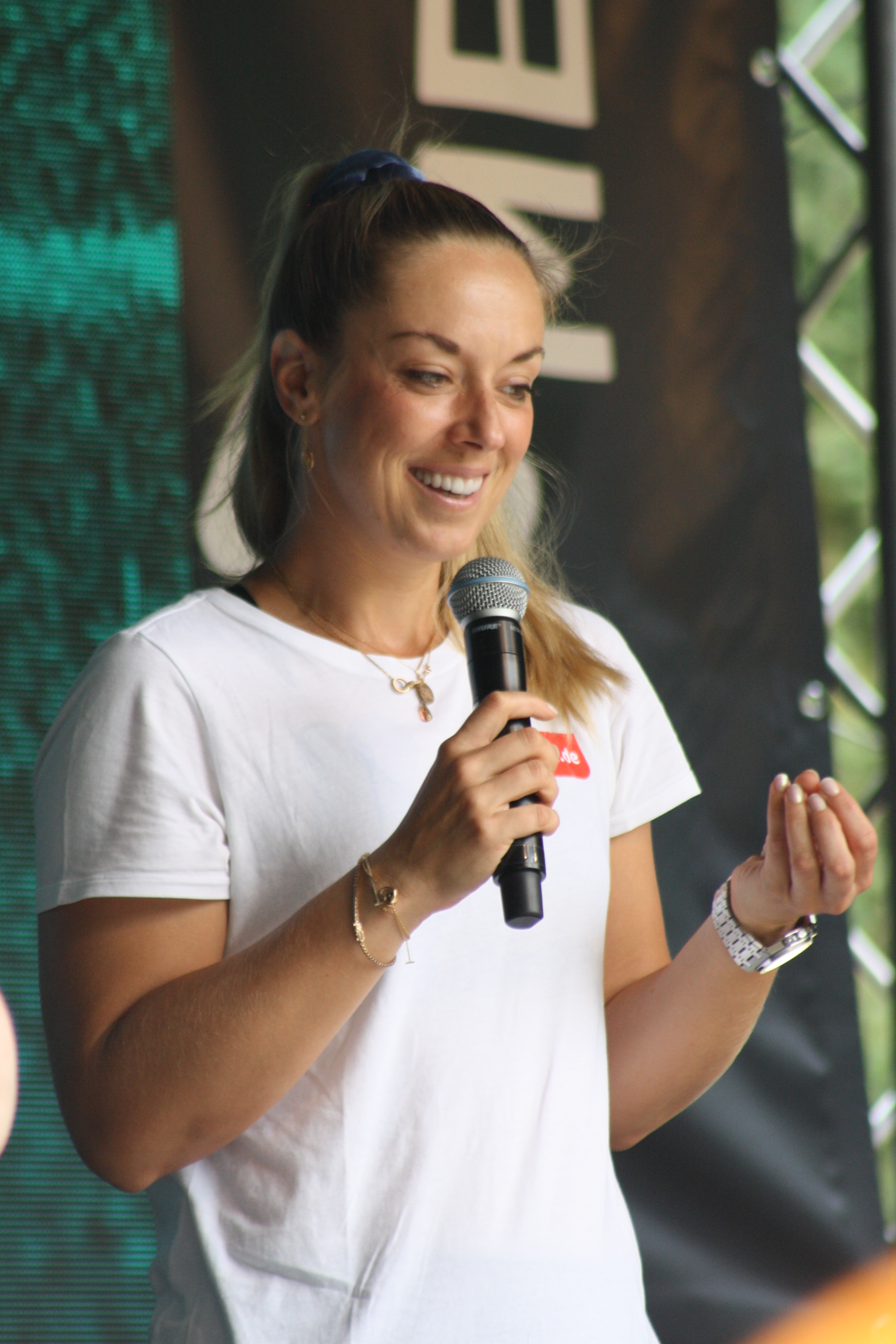
Sabine Lisická na autogramiádě v Bad Homburgu, 2023

Narodila se roku 1989 v západoněmeckém Troisdorfu do rodiny doktora sportovních věd Richarda Lisického s polským a německým původem a polské keramické malířky Elisabeth Lisické. Rodiče emigrovali z Polska do Spolkové republiky Německo v roce 1979. Otec vystudoval tělesnou výchovu ve Vratislavi a Kolíně nad Rýnem. V rozhovoru z roku 2009 pro německé noviny Die Welt sdělil: „Sabine je Němka – nikoli jen kvůli tomu, že se narodila tady [v Německu]“.
Tenis začala hrát v sedmi letech. Praktikuje silový styl od základní čáry s tvrdými topspinovými údery. Razantní forhend a bekhend hraje hluboko do dvorce v kombinaci s úhly z kurtu, představující údery „inside-out“. Pro dělový servis a silné základní údery získala přezdívku Bum Bum Sabine. Kapitánka německého fedcupového týmu Barbara Rittnerová ji přirovnala ke Steffi Grafové ve schopnosti „vnutit soupeřkám svůj styl hry“ a „zahrát údery se srovnatelnou silou“. Travnatý povrch, na němž dosáhla nejlepších výsledků, neměla v počáteční fázi kariéry v oblibě pro silnou alergii na trávu a šňůru pěti porážek před rokem 2009.
V roce 2016 ukončila téměř tříletý partnerský vztah s německým komikem a bývalým fotbalovým manažerem Oliverem Pocherem.
V září 2024 se jí narodila dcera Bella.

## Finále na Grand Slamu

### Ženská dvouhra: 1 (0–1)
| Stav       | rok  | turnaj    | povrch | soupeřka ve finále | výsledek |
| ---------- | ---- | --------- | ------ | ------------------ | -------- |
| Finalistka | 2013 | Wimbledon | tráva  | Marion Bartoliová  | 1–6, 4–6 |

### Ženská čtyřhra: 1 (0–1)
| Stav       | rok  | turnaj    | povrch | spoluhráčka        | soupeřky ve finále                     | výsledek |
| ---------- | ---- | --------- | ------ | ------------------ | -------------------------------------- | -------- |
| Finalistka | 2011 | Wimbledon | tráva  | Samantha Stosurová | Květa Peschkeová Katarina Srebotniková | 3–6, 1–6 |

## Zápasy o olympijské medaile

### Smíšená čtyřhra: 1 (0–1)
| Stav     | datum         | turnaj                           | povrch | spoluhráč       | soupeři ve finále          | výsledek         |
| -------- | ------------- | -------------------------------- | ------ | --------------- | -------------------------- | ---------------- |
| 4. místo | 5. srpna 2012 | LOH – Londýn, Spojené království | tráva  | Christopher Kas | Lisa Raymondová Mike Bryan | 3–6, 6–4, [4–10] |

## Finále na okruhu WTA Tour
| Legenda                               |
| ------------------------------------- |
| D – dvouhra; Č – čtyřhra              |
| Grand Slam (0–1 D; 0–1 Č)             |
| Turnaj mistryň (0)                    |
| Premier Mandatory & Premier 5 (1–0 Č) |
| Premier (1–0 D; 3–0 Č)                |
| International (3–4 D)                 |

### Dvouhra: 9 (4–5)
| Stav       | č. | datum            | turnaj                                | kategorie     | povrch    | soupeřka ve finále | výsledek           |
| ---------- | -- | ---------------- | ------------------------------------- | ------------- | --------- | ------------------ | ------------------ |
| Finalistka | 1. | 5. října 2008    | Taškent, Uzbekistán                   | International | tvrdý     | Sorana Cîrsteaová  | 6–2, 4–6, 6–7(4–7) |
| Vítězka    | 1. | 19. dubna 2009   | Charleston, Spojené státy             | Premier       | antuka    | Caroline Wozniacká | 6–2, 6–4           |
| Finalistka | 2. | 22. října 2009   | Lucemburk, Lucembursko                | International | tvrdý (h) | Timea Bacsinszká   | 2–6, 5–7           |
| Vítězka    | 2. | 13. června 2011  | Birmingham, Spojené království        | International | tráva     | Daniela Hantuchová | 6–3, 6–2           |
| Vítězka    | 3. | 27. srpna 2011   | Dallas, Spojené státy                 | International | tvrdý     | Aravane Rezaïová   | 6–2, 6–1           |
| Finalistka | 3. | 3. února 2013    | Pattaya, Thajsko                      | International | tvrdý     | Maria Kirilenková  | 7–5, 1–6, 6–7(1–7) |
| Finalistka | 4. | 23. února 2013   | Memphis, Spojené státy                | International | tvrdý (h) | Marina Erakovicová | 1–6skreč           |
| Finalistka | 5. | 6. července 2013 | Wimbledon, Londýn, Spojené království | Grand Slam    | tráva     | Marion Bartoliová  | 1–6, 4–6           |
| Vítězka    | 4. | 14. září 2014    | Hongkong, Čína                        | International | tvrdý     | Karolína Plíšková  | 7–5, 6–3           |

### Čtyřhra: 5 (4–1)
| Stav       | č. | datum            | turnaj                                | kategorie         | povrch     | spoluhráčka        | soupeřky ve finále                       | výsledek         |
| ---------- | -- | ---------------- | ------------------------------------- | ----------------- | ---------- | ------------------ | ---------------------------------------- | ---------------- |
| Vítězka    | 1. | 24. dubna 2011   | Stuttgart, Německo                    | Premier           | antuka (h) | Samantha Stosurová | Jasmin Wöhrová Kristina Barroisová       | 6–1, 7–6(7–5)    |
| Finalistka | 1. | 2. července 2011 | Wimbledon, Londýn, Spojené království | Grand Slam        | tráva      | Samantha Stosurová | Květa Peschkeová Katarina Srebotniková   | 3–6, 1–6         |
| Vítězka    | 2. | 28. dubna 2013   | Stuttgart, Německo (2)                | Premier           | antuka (h) | Mona Barthelová    | Bethanie Mattek-Sandsová Sania Mirzaová  | 6–4, 7–5         |
| Vítězka    | 3. | 30. března 2014  | Miami, Spojené státy                  | Premier Mandatory | tvrdý      | Martina Hingisová  | Jekatěrina Makarovová Jelena Vesninová   | 4–6, 6–4, [10–5] |
| Vítězka    | 4. | 11. ledna 2015   | Brisbane, Austrálie                   | Premier           | tvrdý      | Martina Hingisová  | Caroline Garciaová Katarina Srebotniková | 6–2, 7–5         |

## Finále série WTA 125

### Dvouhra: 1 (0–1)
| Legenda       |
| ------------- |
| WTA 125 (0–1) |

| Stav       | č. | datum         | turnaj               | povrch      | soupeřka ve finále | výsledek |
| ---------- | -- | ------------- | -------------------- | ----------- | ------------------ | -------- |
| Finalistka | 1. | listopad 2018 | Tchaj-pej, Tchaj-wan | koberec (h) | Luksika Kumkhumová | 1–6, 3–6 |

## Tituly na turnajích okruhu ITF
| Legenda                    | Legenda                       |
| Turnaje okruhu ITF         | Turnaje okruhu ITF            |
| -------------------------- | ----------------------------- |
| Turnaje W100 (100 000 $)   | Turnaje W80 (80 000 $)        |
| Turnaje W75/W60 (60 000 $) | Turnaje W50/W40 (50/40 000 $) |
| Turnaje W35/W25 (25 000 $) | Turnaje W15/W10 (15/10 000 $) |

### Dvouhra (3 tituly)
| Č. | datum              | turnaj                     | kategorie | povrch    | soupeřka ve finále   | výsledek                |
| -- | ------------------ | -------------------------- | --------- | --------- | -------------------- | ----------------------- |
| 1. | 14. října 2007     | Jersey, Spojené království | 25 000    | tvrdý (h) | Petra Martićová      | 6–3, 6–4                |
| 2. | 11. listopadu 2007 | Toronto, Kanada            | 25 000    | tvrdý (h) | María José Argeriová | 6–4, 6–4                |
| 3. | 12. listopadu 2023 | Calgary, Kanada            | W60       | tvrdý (h) | Stacey Fungová       | 7–6(7–2), 6–7(5–7), 6–3 |

## Finále soutěží družstev: 1 (0–1)
| Stav       | Č. | datum                | soutěž               | povrch    | spoluhráčky                                            | soupeřky ve finále                                            | výsledek     |
| ---------- | -- | -------------------- | -------------------- | --------- | ------------------------------------------------------ | ------------------------------------------------------------- | ------------ |
| Finalistka | 1. | 8.–9. listopadu 2014 | Fed Cup Praha, Česko | tvrdý (h) | Angelique Kerberová Andrea Petkovicová Julia Görgesová | Petra Kvitová Lucie Šafářová Lucie Hradecká Andrea Hlaváčková | 1–3 (detail) |

## Výhry nad úřadujícími světovými jedničkami
| Č. | světová jednička   | turnaj         | povrch | fáze    | výsledek      | vyřazení    |
| -- | ------------------ | -------------- | ------ | ------- | ------------- | ----------- |
| 1. | Maria Šarapovová   | Wimbledon 2012 | tráva  | 4. kolo | 6–4, 6–3      | čtvrtfinále |
| 2. | Serena Williamsová | Wimbledon 2013 | tráva  | 4. kolo | 6–2, 1–6, 6–4 | finále      |

## Výhry se dvěma kanáry
Vítězné zápasy s výsledkem 6–0, 6–0.
| Č. | fáze    | turnaj                 | povrch        | soupeřka          | vyřazení |
| -- | ------- | ---------------------- | ------------- | ----------------- | -------- |
| 1. | 1. kolo | Family Circle Cup 2013 | zelená antuka | Anna Tatišviliová | 2. kolo  |

## Postavení na konečném žebříčku WTA

### Dvouhra
| Rok    | 2004 | 2005   | 2006   | 2007   | 2008  | 2009  | 2010   | 2011  | 2012  | 2013  | 2014  | 2015  | 2016  | 2017   | 2018   | 2019   | 2020   | 2021 | 2022 | 2023   | 2024 |
| Pořadí | 951. | ▲ 437. | ▼ 497. | ▲ 237. | ▲ 54. | ▲ 23. | ▼ 179. | ▲ 15. | ▼ 37. | ▲ 15. | ▼ 27. | ▼ 32. | ▼ 92. | ▼ 268. | ▲ 229. | ▼ 335. | ▼ 622. | —    | 427. | ▲ 376. | —    |

### Čtyřhra
| Rok    | 2007 | 2008   | 2009 | 2010 | 2011 | 2012  | 2013  | 2014  | 2015  | 2016   | 2017   | 2018–2021 | 2022   | 2023   | 2024 |
| Pořadí | 474. | ▲ 145. | —    | —    | 45.  | ▼ 55. | ▼ 71. | ▼ 72. | ▼ 84. | ▼ 104. | ▼ 397. | —         | ▼ 380. | ▼ 579. | —    |